# کوین پریمو
کوین پریمو (انگلیسی: Kevin Primeau؛ زادهٔ ۳ ژانویهٔ ۱۹۵۵) بازیکن هاکی روی یخ اهل کانادا بود.
از باشگاه‌هایی که در آن بازی کرده‌است می‌توان به ونکوور کناکز اشاره کرد.